# Eranina atatinga
Eranina atatinga là một loài bọ cánh cứng trong họ Cerambycidae.